# Кандрше (Загорје об Сави)
Кандрше (словен. Kandrše) је насељено место у општини Загорје об Сави, Засавска регија, Словенија. Део је насеља Кандрше које је административним границама подељено на два насеља: Кандрше (Литија) и Кандрше (Загорје об Сави).

## Историја
До територијалне реорганизације у Словенији био је у саставу старе општине Загорје об Сави.

## Становништво
У попису становништва из 2011. године, Кандрше је имао 187 становника.
| Број становника према пописима | Број становника према пописима | Број становника према пописима |
| ------------------------------ | ------------------------------ | ------------------------------ |
| 1991                           | 2002                           | 2011                           |
| 208                            | 169                            | 187                            |

Напомена: Године 1998. смањен за део насеља који је проглашен за ново самостално насеље Видрга. Године 2014. умањено за део насеља који је припојен насељу Долго Брдо при Млиншах.